# رگرسیون فاما مکبث
رگرسیون فاما-مکبث در برآورد پارامترهای قیمت گذاری دارائی مانند مدل قیمت گذاری دارایی سرمایه ای (CAPM). روش برآورد نسخه‌های بتا و خطر اجرت برای هر یک ریسک پرمیوم‌ها که انتظار می‌رود قیمت دارایی‌ها را تعیین کند مورد استفاده قرار می‌گیرد. این رگرسیون معمولاً در داده‌های پانل دیتا کاربرد دارد.

## مراحل
این رگریسون دو مرحله دارد:
1. ابتدا هر دارایی را بر روی ریسک فاکتور رگرس کنید و به این وسیله بتا دارای را محاسبه کنید
2. سپس بازده دارایی‌ها را بر روی بتاهای محاسبه شده در یک واحد زمانی ثابت (روز ماه سال و غیره) رگرس کرده و ضریب محاسبه شده ریسک پرمیوم را بدست می‌دهد.

این روش برای حل مشکل همبستگی‌های مقطعی بین داراییها در پانل دیتا ارائه شده و قصد دارد واریانس ضرایب را قابل اعتماد تر کند. راه دیگر حل این مشکل کلاستر کردن واریانس‌ها در سطح مقطع است. پیترسن (۲۰۰۹) اثبات می‌نماید که در صورت عدم وجود همبستگی‌های طی زمان (اصطلاحاً، اثرات شرکتی) استفاده از این روش بلامانع است زیرا تقریباً مثل انحراف معیارهای کلاستربندی شده برای اثرات زمانی عمل می‌کند (اثرات زمانی را در محاسبه انحراف معیار برآورد لحاظ می‌کند). اما اگر هر دو اثر وجود داشته باشند، باید از انحراف معیار کلاستربندی شدهٔ دوسویه استفاده شود. برای اطلاعات بیشتر علاوه بر منبع فوق به کامرون، گلبک و میلر (۲۰۱۱) و تامپسون (۲۰۱۱) مراجعه شود.